# Calomys sorellus
Calomys sorellus és una espècie de mamífer rosegador de la família dels cricètids. És endèmic dels Andes peruans, on viu a altituds d'entre 2.000 i 4.600 msnm. Els seus hàbitats naturals són els boscos, matollars, herbassars i camps de conreu montans. És una espècie en risc mínim, és a dir, no sembla que hi hagi cap amenaça significativa per a la seva supervivència.